# Сян (фамилия)

Сян (Xiang) - китайская фамилия ( клан ).
項 - шея.
向 - направление.
相 - министр.

## Известные Сян
- Сян Юй (кит. трад. 項羽, пиньинь Xiàng Yǔ, носил имя Цзи (籍), 232 до н. э. — 202 до н. э.) — китайский генерал, возглавивший в 208 до н. э. — 202 до н. э. движение князей против династии Цинь, разгромивший циньскую династию и провозгласивший себя ваном-гегемоном и правителем западного Чу.
- Сян Чжунфа (кит. трад. 向忠發, упр. 向忠发, пиньинь Xiàng Zhōngfā, 1880 — 24 июня 1931) — китайский коммунист, генеральный секретарь КПК в 1928—1931 годах.
- Сян Ин (кит. упр. 项英, 1895 - 1941) - видный деятель Коммунистической партии Китая.

## См.также
- Сто фамилий